# Brown Spiders Futebol Americano
O Brown Spiders Futebol Americano, é um time de futebol americano da cidade de Curitiba, Paraná, Brasil.  
Atualmente filiado a CBFA e a FPFA, disputando assim o Campeonato Paranaense de Futebol Americano e a Superliga D1.

## História
Fundado em 2001 por amigos que curtiam NFL que se reuniram para jogar futebol americano atrás do Museu do Olho, local onde hoje foi construído o ParCão, parque para cães.
O Curitiba Brown Spiders estreou no Torneio Touchdown com uma vitória sobre o Joinville Gladiators, porém, não conseguiu chegar mais longe e caiu no grupo inicial. Em 2009, o Curitiba Brown Spiders disputou o Torneio Paranaense de Futebol Americano, e foi vice-campeão naquele mesmo ano.

## Brown Spiders Futebol Americano
Seguindo a tendência de união de forças, que muitas vezes é necessária para fortificar e se tornar uma equipe competitiva e forte, o Curitiba Brown Spiders entrou em negociações com a equipe do UFPR Legends para a criação de um novo time. Então a partir do dia 1 de novembro de 2014, surge o UFPR Brown Spiders com o lema “Na União, a origem da nossa força!“.
Um ano após a fusão, o Brown Spiders FA encerrou a parceria com a UFPR e iniciou um novo ciclo com a aquisição do Complexo Esportivo Brown Spiders, principal praça esportiva de futebol americano em Curitiba até final de 2018.

## Brown Spiders Football School
Brown Spiders Football School é o projeto da categoria de base do Brown Spiders FA, com um plano de formação para jovens e até adultos que passam por um processo de aprendizagem sobre e o futebol americano, para que quando ele se formar, seja um atleta mais pronto e possa ingressar em campeonatos adultos junto com o time principal. Teve o início dá sua implementação em 2017 inspirado nos modelos de Highschool e College Football, trazendo uma abordagem mais didática e de "classes" podendo ensinar o futebol americano em seu âmbito tático, técnico e físico de forma gradativa enquanto traz os atletas do BSFS para mais perto do time adulto.
Grandes nomes que atuaram e atuam hoje em dia no time e até mesmo em outras equipes, foram formados pelo projeto do BSFS..

## Títulos
- Vice Campeonato Paranaense: 2009, 2011, 2013, 2017, 2019, 2022, 2023
- Sul Bowl: 2005, 2006
- Pinhão Bowl: 2018
- BFA Acesso - Divisão Sul: 2019